# Baybayin

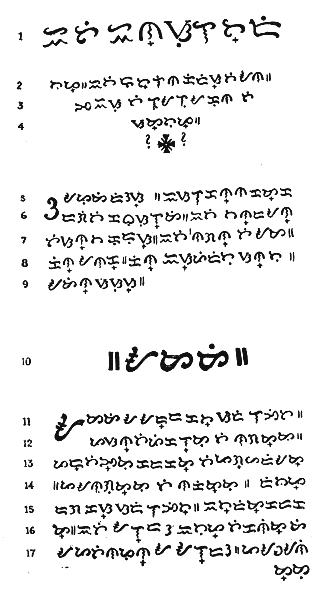
Text på ilokano skriven med baybayin.

Baybayin (i Unicode kallas den tagalog-skrift) är ett filippinskt skriftsystem som bygger på den javanesiska kawi-skriften och som används för att skriva ett flertal språk, däribland tagalog. Skriften tillhör brahmi-familjen och tros ha varit i bruk så tidigt som på 1300-talet. Det fortsatte att användas efter den spanska koloniseringen av Filippinerna fram till slutet av 1800-talet.
Skriften är en av ett tiotal brahmi-skrifter som används bland de sydostasiatiska öarna – däribland Sumatra, Java och Sulawesi. Inget av de andra skriftsystemen åtnjuter dock samma rikedom av skriftliga vittnesmål, utspridda på fyra århundraden, som finns för baybayin[källa behövs].

## Beskrivning
Baybayin är en abugida vilket innebär att varje bokstav representerar en konsonant med en medföljande vokal a. För att uttrycka andra vokaler används ett diakritiskt tecken kallat kudlit som skrivs ovanför (för e och i) eller under bokstaven (för o och u). För fristående vokaler används separata bokstäver.
Samma bokstav används för både d och r då dessa var allofoner i de flesta av språken på Filippinerna. D förekommer initialt, finalt samt före och efter konsonant medan r används mellan vokaler.
I sin ursprungliga form tillät skriften inte fristående konsonanter (som inte följs av en vokal). Dessa utelämnades därför och läsare fick själv fylla i de saknade konsonanterna utifrån kontexten. Denna metod var dock särskilt svår för de spanska präster som översatte böcker till det lokala språket. Därför introducerade fader Francisco Lopez sin egen kudlit år 1620 som avlägsnade det medföljande vokalljudet. Denna kudlit var i form av ett "+", en hänvisning till kristendomen. Funktionen är den samma som för virama som finns i flera indiska skriftsystem, däribland devanagari.
Bokstäverna skrivs i rak följd utan mellanrum mellan ord. Det enda skiljetecken som finns består av en eller två vertikala linjer. Linjerna fungerar som kommatecken, punkt och ibland – men inte alltid – för att separera ord.

### Bokstäver
|    |     |     |    |    |     |    |    |    |
| a  | i/e | u/o | ka | ga | nga | ta | da | na |
|    |     |     |    |    |     |    |    |    |
| pa | ba  | ma  | ya | la | wa  | sa | ha |    |

### Diakritiska tecken
|    |       |       |   |
| ba | be/bi | bo/bu | b |

## Datoranvändning
Baybayin ingår i Unicode-standarden för teckenkodning under namnet "tagalog". Den har tilldelats kodpunkterna U+1700–U+171F.